# باید تو باشی
«باید تو باشی» تک‌آهنگی از وان دایرکشن است که در ۱۱ نوامبر ۲۰۱۱ منتشر شد. این تک‌آهنگ در آلبوم همه شب بیدار (آلبوم وان دایرکشن) قرار داشت.
این تک‌آهنگ در چارت‌های اسکاتلند، بریتانیا، ایرلند جزو ده ترانه اول قرار گرفت.